# 舞鶴橋 (大分市)
舞鶴橋（まいづるばし）は、大分県大分市の大分川に架かる橋である。国道197号の一部を構成する。橋の名称は、架橋地点の大分川左岸の地名から採られている。

## 沿革
現在の国道197号は、1876年（明治9年）に大分と佐賀関の間が愛媛街道として開通。この時、大分川には現在の舞鶴橋のやや上流に木造の津留橋が架けられた。この橋は地域の名所となり、舞鶴橋という愛称で呼ばれた。
1953年（昭和28年）6月26日には、梅雨前線による西日本水害で舞鶴橋及び鶴羽橋が流失。右岸の大分市津留地区が孤立した。同地区には約500世帯の住家があり、また、高等学校2校、中学校1校もあったため、大分川の派川（分流）の裏川に木造の仮設橋である下津仮橋を架けて、滝尾橋経由で大分市内への交通を復旧した。
舞鶴橋の新橋は鉄筋コンクリート橋で1954年（昭和29年）10月6日に竣工。当初の計画では幅9mだったが、当時の大分市長上田保が建設省に直談判して幅15mにさせたという
1975年（昭和50年）には、国道197号の交通量が増加しこの橋が渋滞のネックとなっていたため、幅を15m（車道10m、歩道2.5m x 2）から20m（車道13m、歩道3.5m x 2）に拡幅し、車道が2車線から4車線に増やされた。